# مارسيل فوغل (متسابق بياثل)
مارسيل فوغل هو متسابق بياثل سويسري، ولد في 9 مارس 1937 في فاينفيلدن في سويسرا.

## وصلات خارجية
- مارسيل فوغل على موقع أوليمبيديا (الإنجليزية)